# Paul Franz Romanus
Paul Franz Romanus (auch: Paulus Franciscus Romanus; * 24. Januar 1641 in Leipzig; † 29. März 1675 ebenda) war ein deutscher Rechtsgelehrter.

## Leben
Der Sohn des Leipziger Rechtsprofessors Franz Romanus (1600–1668) und dessen erster Ehefrau Gertraud (* 11. April 1614 in Leipzig; † 25. Juli 1648 ebenda, Tochter des kurfürstlich sächsischen Steuereinnehmers Chilian Gräffe (auch Gräfe) und dessen Frau Catharina Scipio), hatte seine Grundausbildung in seiner Heimatstadt erhalten. Sein philosophisches Grundstudium absolvierte er an der Universität Jena. 1658 kehrte er nach Leipzig zurück, wo er bei seinem Vater und Bartholomäus Leonhard Schwendendörffer (1631–1705) juristische Studien aufnahm. Am 7. Februar 1661 hatte er als Baccalaureus Zugang zur juristischen Fakultät erhalten, avancierte am 15. September 1662 zum Lizentiaten der Rechte und promovierte am 2. April 1663 zum Doktor der Rechte.
Nachdem er eine Zeit lang Vorlesungen an der Leipziger Hochschule gehalten hatte, wurde er Assessor an der juristischen Fakultät, 1669 fünfter Professor mit dem Titel Verborum Significatione et de Regulis Juris, wurde 1670 Professor der Institutionen und stieg 1671 zum Professor der Pandekten auf. Damit verbunden wurde er Domherr in Naumburg. Romanus wurde vom Kaiser im Adelsstand bestätigt (Comes palat. Caes.) und war Erbherr auf Braußwig.
Der Praepositus Magnus der Universität wurde im Wintersemester 1671 Rektor der Alma Mater.
Paul Franz Romanus starb am 29. März 1675 in Leipzig und wurde am 2. April in der Leipziger Paulinerkirche beigesetzt.

## Schriften
Sein Werkschaffen umfasst etwa 54 Dissertationen, drei Programme und einige weitere Bücher juristischen Inhalts.
- Decadem casuum juridictorum.
- Disp. De actionibus, quae ex aliorum gestis competunt
- Diss. De feudis disp. Tres
- Diss. De querela inosticiosi testamenti
- Diss. Interpretatione legis restrictiva.
- Diss. De legittima.
- Diss. De falso conducatu.
- Diss. De modis, quibus testamenta infirmatur.
- Diss. De alea pro. Lic. 1662
- Diss. De dote. 1663
- Diss. De osculis. 1664
- Diss. De societate. 1664
- Diss. De Scto Vellejano. 1666
- Diss. De usufructu. 1667
- Diss. De indiciis. 1667
- Diss. De jurisdictione. 1667
- Diss. De mandato. 1667
- Diss. De pactis. 1668
- De quasi Serviana actione. 1668
- Diss. De derdanariis. 1668
- Diss. De calculo Minervae. 1668
- Diss. De venatione. 1668
- Diss. De cambio. 1668
- Diss. De praescriptionibus. 1668
- Diss. De Advocato. 1669
- Diss. De possessore. 1669
- Diss. De pupillari substitutione. 1669
- Diss. De medico. 1670
- Diss. De furtis. 1670
- Diss. De blaspemia. 1670
- Diss. De juramento testium. 1670
- Diss. De obligationibus in haeredes tam active quam passive transitoriis. 1670
- Diss. De jure episcopali Protestantium. 1670
- Diss. De concurrentia jurisdictionis. 1670
- Diss. De bonis haereditariis. 1671
- Disp. Juridice revocatae. Leipzig 1671
- Diss. De actionibus publicis s. judicialibus. 1672
- Diss. De legitima. 1672
- Diss. De parachorosmo. 1672
- Diss. De jure rtentionibus. 1672
- Diss. De privilegiis moratoriis. 1672
- Diss. De captivitate. 1672
- Diss. De emtione et venditione feudi. 1672
- Diss. De actis publicis. 1672
- Diss. De judiciis paganis. 1674
- Diss. De eo, quod dissert executionem. 1674
- Diss. De tutelis personarum illustrium. 1674
- Diss. De jure dominii restricto. 1675